# Gerakiés
Gerakiés är en ort i Cypern.   Den ligger i distriktet Eparchía Lefkosías, i den centrala delen av landet, 50 km väster om huvudstaden Nicosia. Gerakiés ligger 923 meter över havet och antalet invånare är 128. Den ligger på ön Cypern.
Terrängen runt Gerakiés är huvudsakligen kuperad, men åt sydost är den bergig. Terrängen runt Gerakiés sluttar norrut. Trakten runt Gerakiés är glesbefolkad, med 20 invånare per kvadratkilometer. Närmaste större samhälle är Léfka, 13,1 km norr om Gerakiés. 